# المسيحية في العصر الحديث

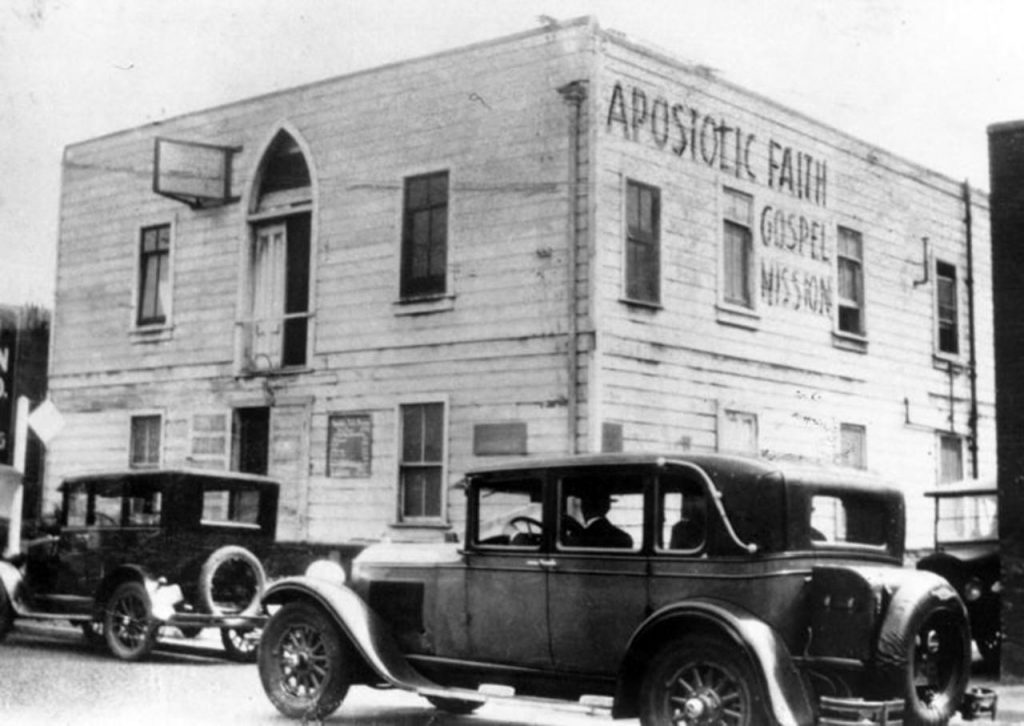

يتعلّق تاريخ المسيحية في العصر الحديث بالديانة المسيحية من بداية القرن الخامس عشر إلى نهاية الحرب العالمية الثانية. يمكن تقسيم هذا التاريخ إلى التاريخ الحديث المتقدم والتاريخ الحديث المتأخر. توافق بدء تاريخ المسيحية الحديث المتقدم مع بدء عصر الاستكشاف، ولطالما اعتُبرت بدايته الإصلاح البروتستانتي بين عامي 1517–1525 تقريبًا (ويُقرَّب عادة إلى عام 1500)، وينتهي بأواخر القرن الثامن عشر مع صعود نجم الثورة الصناعية والأحداث المؤدية إلى الثورة الفرنسية عام 1789.   يشمل تاريخ المسيحية في العصر الحديث الإصلاح البروتستانتي، والإصلاح المضاد، والكنيسة الكاثوليكية وعصر الاستكشاف. توسعت المسيحية في أرجاء الأرض في عصر الاستكشاف. ومن هنا أصبحت المسيحية أكبر أديان الأرض.

## الفترة الحديثة المتقدمة (بين عامي 1500-1750 بعد الميلاد تقريبًا)

### الأرثوذكسية تحت حكم العثمانيين
في عام 1453، سقطت القسطنطينية في يد الدولة العثمانية. أصبحت للكنيسة الإغريقية الكاثوليكية في العهد العثماني قوّة معتبرة إذ كانت طائفة مستقلة قائمة بأمر نفسها. كان البطريرك المسكوني الحاكم الإداري لكل «الأمة الإغريقية الأرثوذكسية» (وهي وحدة الإدارة العثمانية) التي شملت كل أراضي الدولة العثمانية الشرقية الأرثوذكسية. وبعد سقوط القسطنطينية في يد العثمانيين، انفصل الاتحاد الأرثوذكسي للبلقان والشرق الأدنى عن الغرب انفصالًا مباشرًا.
وعلى مدى أربعمئة عامٍ احتلّ فيها العثمانيون الشرق، بقيت الكنيسة الأرثوذكسية أسيرة في عالم إسلام يعاديها، ولا يشاركها إلا بأقل القليل دينيًّا وثقافيًّا. وكان من نتائج هذا الحبس الثقافي والجغرافي أن لم يكن صوت الأرثوذكسية المسيحية مسموعًا في أوروبا أيام الإصلاح البروتستانتي في القرن السادس عشر. ونتيجة لهذا، كان النقاش اللاهوتي الجاري في أوروبا غريبًا مشوّهًا بالنسبة إلى الأرثوذكس. ولم يكن للأرثوذكس الشرقيين يدٌ في الإصلاح البروتستانتي ولا في الإصلاح المضاد ولا كان هذا جزءًا من منظورهم اللاهوتي.
لم تكن الدوة العثمانية التي صعدت على أشلاء الحضارة البيزنطية بدائيّةً ولا بربرية. فالإسلام يعتبر أن المسيح رسولٌ عظيم، ويتسامح مع المسيحيين لأنه يعدهم من أهل الكتاب. لذلك لم يقف عمل الكنيسة ولم يتعطل تنظيمها الهرمي بصورة ملحوظة. استمرت إدارة الكنيسة في عملها. ومن أوّل ما فعله محمد الفاتح هو أن سمح للكنيسة أن تنتخب بطريركًا جديدًا، هو غيناديوس سكولاريوس. حُوّلت كنيسة آيا صوفيا والبارثينون -وقد كانتا كنيستين مسيحيتين على مدى ألف عام من الزمان، إلى مسجدين، ولكن مئات من الكنائس في القسطنطينة وغيرها بقيت في أيدي المسيحيين. بل إنه مما يُستغرَب أن البطريرك ومكانته الإدارية صار أقوى وازدادت سلطته. مُنح البطريرك قوة حضارية وسلطة كنسية على كل المسيحيين في الأراضي العثمانية. ولأن الشرع الإسلامي لا يفرق بين الأمة والدين، فقد كان المسيحيون كلهم، بغض النظر عن لغتهم أو عرقهم، يعتبرون أمّة واحدة أو ملّة واحدة. لذا استثمر البطريرك -وهو أعلى منصب في الكنيسة حينئذ- هذه السلطة وأسس إثناركية تكون رأسًا لكل الشعوب المسيحية الأرثوذكسية. يعني هذا عمليًّا أن كل الكنائس المسيحية في الأراضي العثمانية كانت تحت حكم القسطنطينية. لذا ازدادت سلطة البطريرك وقوته القضائية ازديادًا كبيرًا.
ولكن هذه الحقوق والامتيازات، ومنها حرية العبادة والتنظيم الديني، كانت مؤسسة من حيث المبدأ ولكنها قلّما طُبّقت في الواقع العملي. كانت الامتيازات القانونية للكنيسة والبطريرك إنما تعتمد على هوى السلطان ورحمته هو والباب العالي، وكان كل المسيحيين إنما يُعتبرون أعلى بقليل من مواطنين من الدرجة الثانية. بل إن الفساد التركي والوحشية العثمانية كان شيئًا لا يُتنازع فيه. وكان أكثر من يعيش هذا الفساد وهذه الوحشية «الكافر» المسيحي بلا ريب. فلم تكن مذابح المسيحيين في هذه القرون مجهولة. وكان من الفظيع أيضًا أن الكنيسة لا تستطيع أن تشهد بالمسيح. كانت أعمال التبشير بين المسلمين خطرةً ومستحيلة قطعًا، أما التحول إلى الإسلام فكان قانونيًّا ومسموحًا به. وكان المسيحيون الذين أسلموا ثم عادوا إلى الأرثوذكسية يُقتَلون بتهمة الردّة. كان ممنوعًا إنشاء كنائس جديدة وكان قرع أجراس الكنائس ممنوعًا أيضًا. توقف تعليم رجال الدين المسيحيين مطلقًا، أو قُلّل إلى الأشياء التي لا بد منها.

#### الفساد
وجدت الكنيسة الأرثوذكسية نفسها محلًّا لنظام الفساد التركي. لطالما بيع الحكم البطريركي لأعلى دافع، أما تنصيب البطريرك الجديد فلم يكن يحصل إلا بدفع أموال طائلة للدولة. ولكي يعوّض البطاركة خسائرهم، فرضوا الضرائب على رعاياهم وعلى رجال الدين. ولم يكن الكرسيّ البطريركي آمنًا مطلقًا. لم يمت موتًا طبيعيًّا إلا بضع بطاركة بين القرنين الخامس عشر والتاسع عشر وهم في منصبهم. إذ كان الإجبار على ترك المنصب والتغريب والشنق والإغراق والتسميم شيئًا موثّقًا. وإذا كان منصب البطريرك مضطربًا فكذلك كان النظام الكنسي كله. كان شنق البطريرك غريغوري الخامس على باب البطريركية يوم الفصح عام 1821 مترافقًا مع إعدام مطرانين واثني عشر أسقفًا.

#### الدوشيرمه
الدوشيرمه هي النظام الذي كانت تجمع بمقتضاه الدولة العثمانية الصبيان الصغار من الأراضي المسيحية المحتلة، وكان هذا نوعًا من الضرائب المعتادة، وكان هدفه بناء جيش مخلص (كان في أول أمره مكونًا من الأسرى)، وسُمّي هؤلاء القادة (العسكريون) الإنكشارية، وكان بعضهم خدمًا في الحمامات العامة. تعني كلمة الدوشيرمه في التركية العثمانية، الجمع أو الجباية. وكان الصبيان الذين يجمعهم العثمانيون بالدوشيرمه يسمّون غلمانًا أو أتشمي أوغلانلار (أولاد صغار).

### عصر التنوير (1640–1740)
شكّل التنوير تحدّيًا جديدًا للكنيسة. فإن كان الإصلاح البروتستانتي قد وضع بعض العقائد المسيحية في خانة السؤال، فقد وضع التنوير المسيحية كلها في خانة السؤال. وكان من نتائج التنوير، جعل العقل الإنساني فوق الوحي الإلهي والتقليل من شأن السلطات الدينية والبابويات.

#### الحركة البوريتانية
نشأ الإصلاح المضاد ونما حتى أنشا حزبًا بوريتانيًّا مكرّسًا للإصلاح البروتستانتي، وهو ما جعل العصر الإليزابيثي مستقطبًا، أما إنكلترا فلم يحصل فيها نزاع ديني حتى العقد الخامس من القرن السابع عشر، خلافًا لجيرانها الذين عانوا النزاعات الدينية قبل هذا بأجيال.
كانت الحركة البوريتانية المتقدمة (في أواخر القرن السادس عشر وأوائل القرن السابع عشر) إصلاحية أو كالفيمية وكانت حركة لإصلاح كنيسة إنكلترا. وكان أول هذه الحركة الاستياء من الاتفاق الديني الإليزابيثي. كان الهدف أن تشابه كنيسة إنكلترا الكنائس البروتستانتية الأوروبية، لا سيما كنيسة جنيف. اعترض البوريتانيون على الزينة والطقوس في الكنائس واعتبروا هذا من الوثنية (من الثياب والأردية الكهنوتية والأرغنات والانحناءات)، واعتبروا كل هذا «تعاجبًا وخرقًا بابويًّا». واعترضوا كذلك على المحاكم الدينية. رفض البوريتانيون الإقرار بكل الاتجاهات الشعائرية والأساليب المذكورة في كتاب الصلاة الجماعية، وكان فرضُ النظام الكنسي بالقوة القانونية والتحقيق ما جعل البوريتانية حركة معارضة واضحة.
سُمّي أصحاب الحركة البوريتانية المتأخرة المنشقّين أو الخوارج، ونشأت عنهم طوائف إصلاحية متنوعة في النهاية.
كانت أشهر هجرة إلى أمريكا هجرة البوريتانيين أو الحُجّاج الذين تركوا أمريكا بحثًا عن أرض تكون فيها البوريتانية الدين المدني الحصري. ومع أن البوريتانيين تركوا إنكلترا بسبب قمع ممارساتهم الدينية، فإن معظمهم استقر في البلدان المنخفضة ولاقى هنالك سماحًا دينيًّا، إذ ترددت الدولة في وصف ممارسة دينية معينة بأنها غير مقبولة، لذا حمل البوريتانيون معهم حلم اليوتوبيا البوريتانية، وذهبوا ليؤسسوا المستعمرات الإنكليزية لإنكلترا الجديدة، وهي الدولة التي أصبحت بعد ذلك الولايات المتحدة الأمريكية.
عُرف الانفصاليون البوريتانيون كذلك بالحُجّاج. بعد تأسيس مستعمرة في بلايماوث (التي أصبحت بعد ذلك ماستشوستس) عام 1620، وصلت إلى البوريتانيين رسالة من ملك إنكلترا يقرّ فيها بشرعية مستوطنتهم، ويسمح لهم بالتجارة مع تجار إنكلترا، حسب مبادئ التجارة المعروفة. كانت هذه المستعمرة الناجحة -التي بدأت بداية صعبة جدًا- بداية الحضور البروتستانتي في أمريكا (أما المستعمرات الفرنسية والإسبانية والبرتغالية السابقة فكانت كاثوليكية)، وأصبحت مثل واحة للحرية الروحية والاقتصادية، يهاجر إليه البروتستانت المضطهدون والأقليات المضطهدة من الجزر البريطانية وأوروبا (وبعد ذلك، من كل العالم) بحثًا عن السلام والحرية والفُرصة.